# Cirrus (red interbancaria)
Mastercard Cirrus es una red interbancaria mundial que proporciona efectivo a los titulares de tarjetas Mastercard. Como subsidiaria de Mastercard Inc., conecta todas las tarjetas de crédito, débito y prepago de Mastercard, así como las tarjetas de cajero automático emitidas por varios bancos en todo el mundo que llevan el logotipo de Mastercard / Maestro.
Las tarjetas Mastercard, Maestro están vinculadas a la red Cirrus por defecto, pero muy a menudo, se muestran los tres logotipos de Mastercard, Maestro y Cirrus. Los cajeros automáticos de Canadá, Estados Unidos y Arabia Saudita utilizan esta red junto a sus redes locales. Muchos bancos han adoptado Cirrus como su red interbancaria internacional junto a sus redes locales, a la competencia, Visa Plus, o ambas. En países como la India y Bangladés, la red Cirrus también sirve tanto de red interbancaria local como de red internacional.